# Concèze
Concèze – miejscowość i gmina we Francji, w regionie Nowa Akwitania, w departamencie Corrèze.
Według danych na rok 1990 gminę zamieszkiwały 362 osoby, a gęstość zaludnienia wynosiła 27 osób/km² (wśród 747 gmin Limousin Concèze plasuje się na 316. miejscu pod względem liczby ludności, natomiast pod względem powierzchni na miejscu 485.).